# Encyrtoscelio cydni
Encyrtoscelio cydni är en stekelart som beskrevs av Virgilio Caleca 1995. Encyrtoscelio cydni ingår i släktet Encyrtoscelio och familjen Scelionidae. Inga underarter finns listade i Catalogue of Life.